# سامانه اطلاعات کتابخانه‌ای سوئد
سامانه اطلاعات کتابخانه‌ای سوئد Library Information System به اختصار LIBRIS یک مرکز نگهداری اطلاعات کتابخانه‌ای در سوئد، استکهلم
هست که توسط کتابخانه ملی سوئد ارائه‌شده‌است که امکان جستجو در میان ۶٫۵ میلیون عنوان را به صورت مجانی می‌دهد.
برای هر کتاب یا نویسنده یک رکورد کتابداری ثبت شده‌است در سامانه اطلاعات کتابخانه‌ای هر فرد authority file دارد.